# Lepidosauria
A Lepidosauria (nevének jelentése ’pikkelyes bőrűek’), első megjelenésük a perm során történt, amikor elváltak az Aetosauria alosztálytól. Kihalt és recens fajok egyaránt tartoznak ide, így alkotnak együtt egy monofiletikus csoportot. A ma élő hüllők jelentős része ide tartozik. A több mint 5000 fajt számláló alosztály két rendre oszlik.

## Anatómia
Három szünapomorf bélyeg egyesíti egy kládban a csoportot: nyelvük hasított végződésű, kloákanyílásuk harántirányú, bőrüket pedig egészben vedlik le. További csonttani jellemzők a kicsiny vagy hiányzó könnycsont (lacrimale), a ránőtt (pleurodont vagy néha acrodont) fogak, a páros szegycsontlemez és az összenőtt medencecsontok. Jellemző rájuk a kettős hegyű pénisz, amennyiben egyáltalán előfordul.
A hidasgyíkok nevüket a koponyán található kettős járomívről kapták, amely hídszerűen választ el két nyílást a zagykoponyán. A fejtetőn, bár bőrrel fedett, mégis jól látni egy szemmaradványt, amely fényérzékelő szervként is funkcionál (a későbbi tobozmirigy). Dobhártyájuk nincs, fogaik az állkapocs élére nőttek (acrodont fogak). Csigolyáik elöl és hátul is homorúak, a bordákon horognyúlványok jelzik az evolúciós kapcsolatot a krokodilok és madarak felé. A hímek párzószerve kezdetleges, fejletlen. Az utódoknak ideiglenes tojásfoguk van, hogy a meszes falú tojásból könnyedén ki tudjanak kelni.
A pikkelyes hüllők (Squamata) rendjébe tartozó gyíkok és kígyók közös eredetét több, mint hetven szünapomorf tulajdonság bizonyítja, ezek közül a fontosabbak: a szárnycsont és az orrsövénycsont nem érintkezik, az ujjperccsontok elcsökevényesedtek, a hímeken jól fejlett páros hemipénisz található, testüket szarupikkelyek vagy szarupajzsok fedik, a négyszögcsont pedig az agykoponyához mozgathatóan ízesül.
Az ide tartozó leguánok koponyaszerkezetben, izomzatban és agyfelépítésben elkülönülnek a többi alrendtől.

## Életmód
Tojásrakók, de fészket nem építenek az utódoknak. A hidasgyíkok két recens képviselői éjszakai ragadozók, táplálékaik apróbb gerincesek és rovarok. Mindkét faj az Új-Zéland környéki szigetek lakója, az ott fészkelő madarak üregeiben rejtőznek nappal. Anyagcseréjük lassú, a meleg időjárást nem igazán bírják. Rendkívül hosszú ideig élnek, a megfigyelés alatt álló példányok 100 évnél is idősebbek.

## Elterjedés
Az agámafélék Afrika, Ázsia és Ausztrália elterjedt, jellegzetes gyíkcsaládja. A majdnem 300 fajból Európában mindössze egyetlen faj, a közönséges agáma fordul elő Görögországban és az Égei-tenger egyes szigetein. Közepes testnagyságú, általában hát-hasi irányban lapított gyíkok.
Az agámafélék közeli rokonai a kaméleonok, amelyek elsősorban színváltoztató képességükről híresek. 85 fajuk földrajzi elterjedése Afrika és Madagaszkár körül összpontosul, Európában csak egyetlen fajuk, a közönséges kaméleon fordul elő.
A leguánok főként az amerikai kontinenst hódították meg, míg a gekkóalakúak Ázsiára és Dél-Európára jellemzőek, de Madagaszkáron is előfordulnak.

## Osztályozás
- LEPIDOSAURIA alosztály
  - RHINCOCEPHALIA rend
    -       -         - Sphenodon nem

  - SQUAMATA rend
    - Iguania alrend
      - Agamidae család
      - Iguanidae család
      - Chamaeleonidae család

    - Gekkota alrend
    - Anguimorpha alrend
      - Anguidae család
      - Helodermatidae család
      - Varanidae család

    - Scincomorpha alrend
      - Lacertidae család
      - Teiidae család
      - Scincidae család

    - Amphisbaenia alrend
    - Serpentes alrend
      - Typhlopidae család
      - Boidae család
      - Pythonidae család
      - Atractaspididae család
      - Elapidae család
      - Viperidae család
        - Crotalinae alcsalád
        - Viperina alcsalád